# Marieke Stam
Marieke Stam (* 21. April 1964 in Alkmaar) ist eine ehemalige niederländische Eisschnellläuferin.

## Werdegang
Stam wurde im Jahr 1989 niederländische Meisterin über 3000 m und im Jahr 1991 im Sprint-Mehrkampf. Zudem kam sie bei niederländischen Meisterschaften 11-mal auf den zweiten und siebenmal auf den dritten Platz. International startete sie erstmals in der Saison 1981/82 und lief bei der Mehrkampfweltmeisterschaft 1984 in Deventer auf den 15. Platz sowie bei der Mehrkampfweltmeisterschaft 1985 in Sarajevo auf den neunten Rang im Kleinen Vierkampf. Außerdem stellte sie im März 1984 in Alkmaar mit einer Zeit von 17:20,0 Minuten über 10.000 m einen neuen Weltrekord auf, welcher fünf Tage hielt. Zu Beginn der Saison 1985/86 nahm sie in Davos erstmals am Eisschnelllauf-Weltcup teil, wobei sie den 27. Platz über 1000 m, den 19. Platz über 500 m sowie den 14. Platz über 1500 m errang. Im weiteren Saisonverlauf lief sie bei der Mehrkampfweltmeisterschaft 1986 in Den Haag sowie bei der Mehrkampfeuropameisterschaft 1986 in Geithus jeweils auf den siebten Platz im Kleinen Vierkampf und bei der Sprintweltmeisterschaft 1986 in Karuizawa auf den 13. Platz. In der Saison 1986/87 kam sie bei allen 12 Teilnahmen am Weltcup unter den zehn. Dabei erreichte sie mit sechs zweiten Plätzen jeweils den zweiten Platz im Weltcup über 1500 m und im Weltcup über 3000/5000 m. Zudem wurde sie bei der Mehrkampfeuropameisterschaft 1987 in Groningen Neunte und bei der Mehrkampfweltmeisterschaft 1987 in West Allis Sechste im Kleinen Vierkampf. Nach Platz drei über 5000 m beim Weltcup in Calgary zu Beginn der Saison 1987/88, belegte sie bei der Mehrkampfeuropameisterschaft 1988 in Kongsberg den neunten Platz im Kleinen Vierkampf und beim Saisonhöhepunkt, den Olympischen Winterspielen 1988 in Calgary, den 16. Platz über 3000 m, den 13. Rang über 5000 m und den 12. Platz über 1500 m. Zum Saisonende errang sie Mehrkampfweltmeisterschaft 1988 in Skien den 17. Platz im Kleinen Vierkampf und mit zwei Top-Zehn-Platzierungen den 13. Platz im Weltcup über 1500 m. 
In der Saison 1988/89 lief Stam erneut bei allen 23 Teilnahmen am Weltcup unter den ersten Zehn und erreichte mit jeweils zwei zweiten sowie dritten Plätzen den sechsten Platz im Weltcup über 500 m, den fünften Rang im Weltcup über 1000 m, den vierten Platz über 3000/5000 m sowie den zweiten Platz im Weltcup über 1500 m. Zudem siegte sie bei der 3-Bahnen-Tournee in Inzell über die Distanzen 500 m, 1500 m sowie 3000 m und verpasste bei der Mehrkampfeuropameisterschaft 1989 in Berlin als Vierte um 0,885 Punkte eine Medaille im Kleinen Vierkampf. Bei der Mehrkampfweltmeisterschaft 1989 in Lake Placid wurde sie Neunte im Kleinen Vierkampf. Nachdem sie in der Saison 1989/90 nur an wenigen internationalen Wettbewerben teilgenommen hatte, siegte sie in der Saison 1990/91 bei der 3-Bahnen-Tournee in Klobenstein im Sprint-Mehrkampf und belegte mit fünf Top-Zehn-Ergebnissen den zehnten Platz im Weltcup über 1000 m. Außerdem kam sie bei der Sprintweltmeisterschaft 1991 in Inzell auf den siebten Platz. Letztmals international startete sie im Januar 1992 beim Weltcup in Klobenstein, wobei sie den 13. Platz über 1000 m errang.

## Erfolge

### Olympische Spiele
- 1988 Calgary: 12. Platz 1500 m, 13. Platz 5000 m, 16. Platz 3000 m

### Mehrkampf-Weltmeisterschaften
- 1984 Deventer: 15. Platz Kleiner Vierkampf
- 1985 Sarajevo: 9. Platz Kleiner Vierkampf
- 1986 Den Haag: 7. Platz Kleiner Vierkampf
- 1987 West Allis: 6. Platz Kleiner Vierkampf
- 1988 Skien: 17. Platz Kleiner Vierkampf
- 1989 Lake Placid: 9. Platz Kleiner Vierkampf

### Sprint-Weltmeisterschaften
- 1986 Karuizawa: 13. Platz Sprint-Mehrkampf
- 1991 Inzell: 7. Platz Sprint-Mehrkampf

### Mehrkampf-Europameisterschaften
- 1986 Geithus: 7. Platz Kleiner Vierkampf
- 1987 Groningen: 9. Platz Kleiner Vierkampf
- 1988 Kongsberg: 9. Platz Kleiner Vierkampf
- 1989 Berlin: 4. Platz Kleiner Vierkampf

## Persönliche Bestleistungen
| Disziplin | Zeit         | Datum            | Ort        |
| --------- | ------------ | ---------------- | ---------- |
| 500 m     | 40,78 s      | 23. Februar 1991 | Inzell     |
| 1000 m    | 1:21,47 min  | 12. Februar 1989 | Calgary    |
| 1500 m    | 2:05,59 min  | 11. Februar 1989 | Calgary    |
| 3000 m    | 4:23,06 min  | 19. März 1987    | Heerenveen |
| 5000 m    | 7:34,29 min  | 20. März 1987    | Heerenveen |
| 10.000 m  | 17:20,00 min | 11. März 1984    | Alkmaar    |